# 2001 (album)
2001 je v pořadí druhé album amerického rapového producenta Dr. Dre, které vyšlo v roce 1999 a dostalo se na druhé místo amerického žebříčku The Billboard 200. 6x platinové album vyšlo 7 let po debutu The Chronic a objevili se na něm kromě Dr. Dre např. Snoop Dogg, Eminem, Kurupt, Nate Dogg, MC Ren, Mary J. Blige, Hittman, Six-Two, Xzibit a další.

## Seznam skladeb
| #  | Název                   | Čas  | Host(é)                                                                    |
| -- | ----------------------- | ---- | -------------------------------------------------------------------------- |
| 1  | "Lolo (Intro)"          | 0:40 | Xzibit, Tray Deee                                                          |
| 2  | "The Watcher"           | 3:28 | Eminem, Knoc-turn'al (chorus together)                                     |
| 3  | "Fuck You"              | 3:25 | Devin the Dude, Snoop Dogg                                                 |
| 4  | "Still D.R.E."          | 4:28 | Snoop Dogg                                                                 |
| 5  | "Big Ego's"             | 4:01 | Hittman                                                                    |
| 6  | "Xxplosive"             | 3:35 | Hittman, Kurupt, Nate Dogg, Six-Two                                        |
| 7  | "What's the Difference" | 4:04 | Phish, Xzibit, Eminem                                                      |
| 8  | "Bar One"               | 0:51 | Traci Nelson, Ms. Roq, Eddie Griffin                                       |
| 9  | "Light Speed"           | 2:41 | Hittman                                                                    |
| 10 | "Forgot About Dre"      | 3:42 | Eminem                                                                     |
| 11 | "The Next Episode"      | 2:42 | Snoop Dogg, Nate Dogg                                                      |
| 12 | "Let's Get High"        | 2:27 | Hittman, Kurupt, Ms. Roq                                                   |
| 13 | "Bitch Niggaz"          | 4:14 | Snoop Dogg, Hittman, Six-Two                                               |
| 14 | "The Car Bomb"          | 1:01 | Mel-Man, Charis Henry                                                      |
| 15 | "Murder Ink"            | 2:28 | Hittman, Ms. Roq                                                           |
| 16 | "Ed-ucation"            | 1:32 | Eddie Griffin                                                              |
| 17 | "Some L.A. Niggaz"      | 4:25 | MC Ren, Time Bomb, Hittman, Defari, Xzibit, King Tee, Knoc-turn'al, Kokane |
| 18 | "Pause 4 Porno"         | 1:33 | Jake Steed                                                                 |
| 19 | "Housewife"             | 4:03 | Hittman, Kurupt                                                            |
| 20 | "Ackrite"               | 3:40 | Hittman                                                                    |
| 21 | "Bang Bang"             | 3:42 | Hittman, Knoc-turn'al                                                      |
| 22 | "The Message"           | 5:29 | Mary J. Blige, Rell                                                        |

## Singly
- Still D.R.E.
- The Next Episode
- Forgot about Dre